# Madelen Janogy
Madelen Fatimma Maria Janogy (født 12. november 1995) er en svensk fodboldspiller, der spiller som angriber for Piteå IF og Sveriges kvindefodboldlandshold.